# Consommation d'animaux vivants

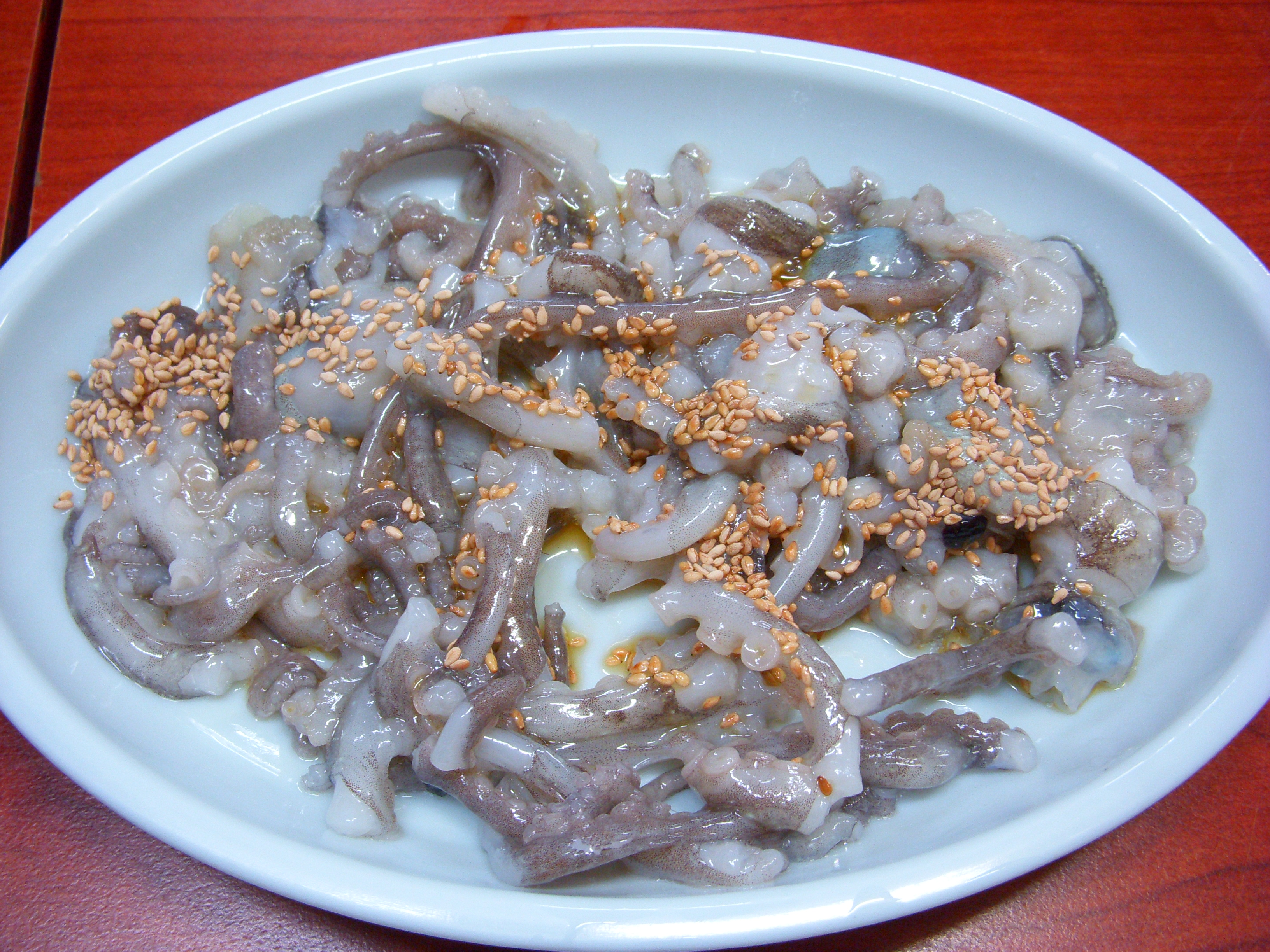
Sannakjis de poulpe.

La consommation d'animaux vivants est la pratique de l'être humain qui consiste à consommer des animaux alors qu'ils sont encore en vie. Elle est répandue surtout en Asie. On peut consommer vivants des vertébrés ou des invertébrés. Manger des animaux vivants ou des parties d'animaux vivants peut être illégal sur certains territoires en vertu des lois réprimant la cruauté envers les animaux. Des interdits alimentaires existent aussi dans diverses religions du monde.

## Pratique

### Vertébrés

#### Poisson
Au Japon, l'ikizukuri (« préparé vivant ») est la préparation du sashimi de fruits de mer. L'animal le plus populaire en ikizukuri est le poisson, mais le poulpe, les crevettes et le homard peuvent également être utilisés. Le poisson est généralement découpé sans être tué et servi alors que le cœur bat encore. Parfois, le poisson est remis temporairement dans un aquarium et récupéré pour une seconde découpe.
Un autre plat de poissons, populaire en Chine, est appelé poisson Ying-Yang (aussi appelé « poissons morts et vivants »), dans lequel le corps du poisson (mais pas la tête) est rapidement frit et servi pendant que la tête bouge encore. Il est préparé très rapidement, avec soin pour ne pas endommager les organes internes, de sorte que le poisson peut rester en vie trente minutes.
Dans une interview, le chef français Raymond Blanc a déclaré qu’au Japon, il avait mangé des anguilles vivantes. Après avoir ajouté du vinaigre et du saké comme on le lui avait conseillé, il les avait avalées entières[réf. nécessaire].
Les shirouo sont des gobies des glaces (en), il est possible de les manger vivants, quand ils sont avalés ils se débattent et effectuent ce que les Japonais appellent la danse odorigui. Ils sont souvent servis avec un œuf et du vinaigre

#### Grenouille
En 2012, une vidéo montrant une femme en train de manger une grenouille vivante au Japon a été postée sur YouTube et est devenue virale. Une grenouille y était découpée vivante, dépouillée de sa peau et de ses entrailles non comestibles, enlevées pour être servies en sashimi frais sur un plateau de glaçons.
À l'émission Bizarre Foods, Andrew Zimmern a mangé un sashimi de grenouille morte après avoir ingéré le cœur encore battant de l'animal.

#### Singe
La consommation de singes vivants, notamment de leur cervelle, est sujette à caution. Cette pratique, souvent débattue, est souvent une rumeur qui reflète une vision occidentale ethnocentriste sur des cultures jugées exotiques et cruelles. Le repas de cerveau de singe est montrée dans le film américain de 1978 Face à la mort.

### Invertébrés

#### Poulpe
En Corée, le sannakji est une préparation de poulpes vivants, coupés en petits morceaux ou préparés entiers, servis avec les tentacules encore frétillants. Ce que les connaisseurs de sannakji apprécient le plus, davantage que le goût de la viande fraîche, c'est la sensation des ventouses encore actives qui collent à la bouche. Les novices sont invités à bien mâcher avant d'avaler pour éviter le risque d'être étouffés.

#### Oursin
L'oursin est souvent consommé cru, par exemple dans les sushis (généralement appelés uni). Certaines personnes préfèrent le manger immédiatement après l'avoir ouvert.

#### Crevette
En Chine, les crevettes sont servies vivantes, préalablement aspergées d'une liqueur forte qui les affaiblit lorsqu'on les avale et qui crée une savoureuse marinade. Ce plat est appelé « crevettes ivres (en) ».
L'Odori ebi (« crevette dansante ») est un type de sashimi japonais qui contient de jeunes crevettes, en général une seule crevette par portion. La crevette est débarrassée de sa carapace et parfois de sa tête. Carapace et tête peuvent être frites à part et servies avec le reste de la crevette. Celle-ci bouge encore ses pattes et ses antennes lorsqu'on la mange ; elle ne meurt qu'au moment de la mastication.

#### Homard
Des restaurants de New York servent le homard vivant. Ils offrent aux clients la possibilité de se servir dans le ventre de l’animal qui est toujours en mouvement.

#### Huître

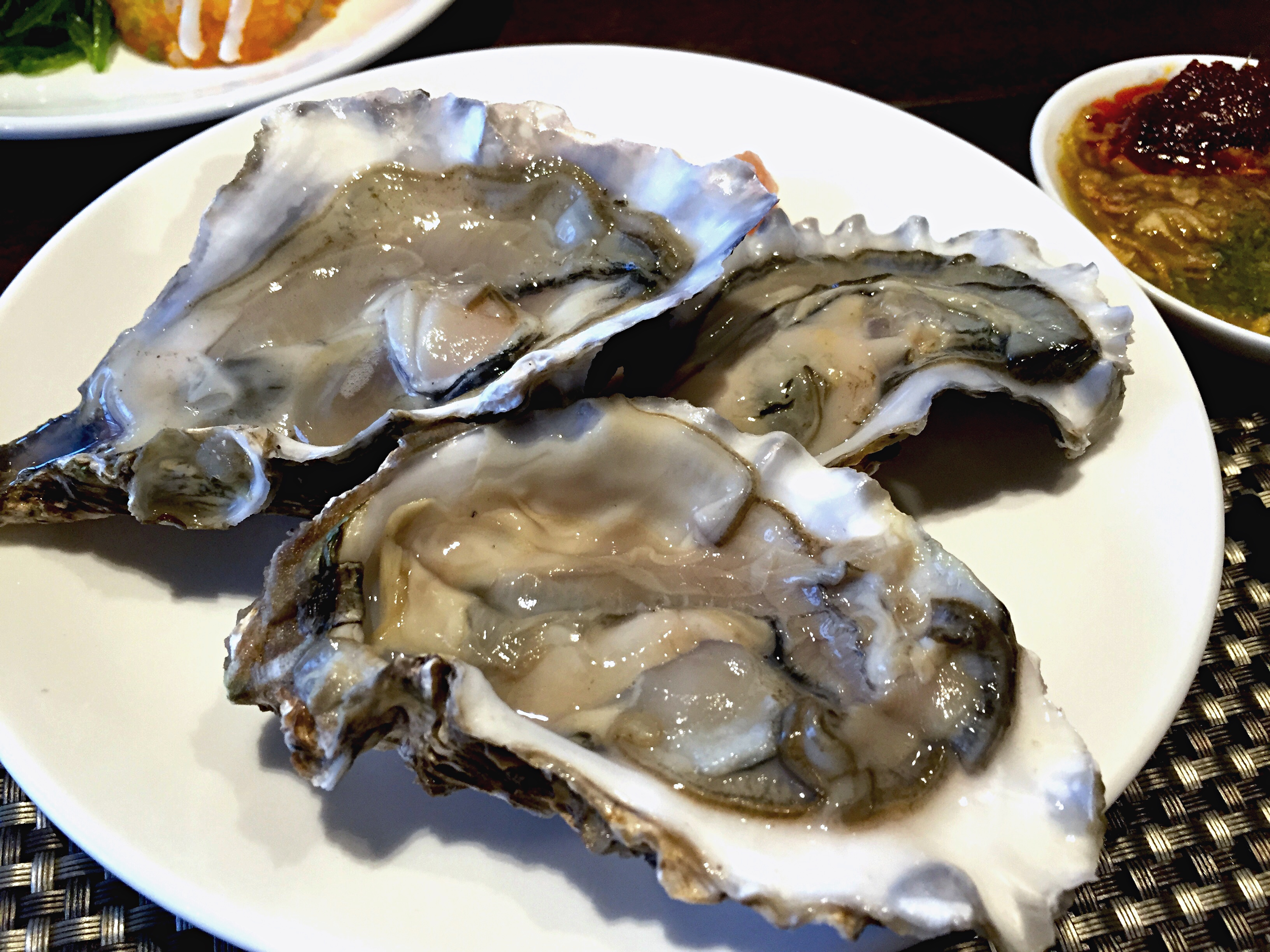
Huîtres fraîches

L’huître est l'animal le plus souvent consommé vivant. Elle ne se gobe pas mais se mâche avant d'être avalée - sinon, l'huître reste vivante deux heures et demie dans l'estomac.
Elles sont prisées sur le plan gastronomique, et semblent consommées en abondance depuis le paléolithique qui a laissé d'importants gisements fossiles. Mets particulièrement apprécié des souverains depuis l'Antiquité, les huîtres font l'objet d'une large consommation (et donc d'un élevage commercial intensif) en Europe surtout depuis le XVIIIe siècle en France et en Italie. La production française est d'environ 130 000 tonnes par année et représente l'essentiel de la production européenne (environ 90 %). La Chine est premier producteur mondial avec environ 3,7 millions de tonnes d'huîtres.
Un usage consiste à arroser l'huître crue de quelques gouttes de jus de citron (action détruisant l'essentiel des ressources en vitamine E) ou de vinaigre d'échalote ; cette pratique se justifiait en particulier lorsque l'on avait un doute sur leur fraicheur, l'animal se rétractant au contact du citron ou du vinaigre. Elle fait très souvent partie des plateaux de fruits de mer.
Si elles sont habituellement consommées sur les régions côtières, les huîtres deviennent mets de luxe dans les villes de l’intérieur, particulièrement lors des fêtes de fin d'année.

#### Fourmi
Une chaîne de restaurants sert une salade grouillante de fourmis vivantes. Les fourmis sont refroidies pour qu'elles se déplacent plus lentement et sont censées avoir un goût de citronnelle.
Ainsi que la consommation des fourmis pot-de-miel pour leurs gouts sucrés, par certains Aborigènes d'Australie.

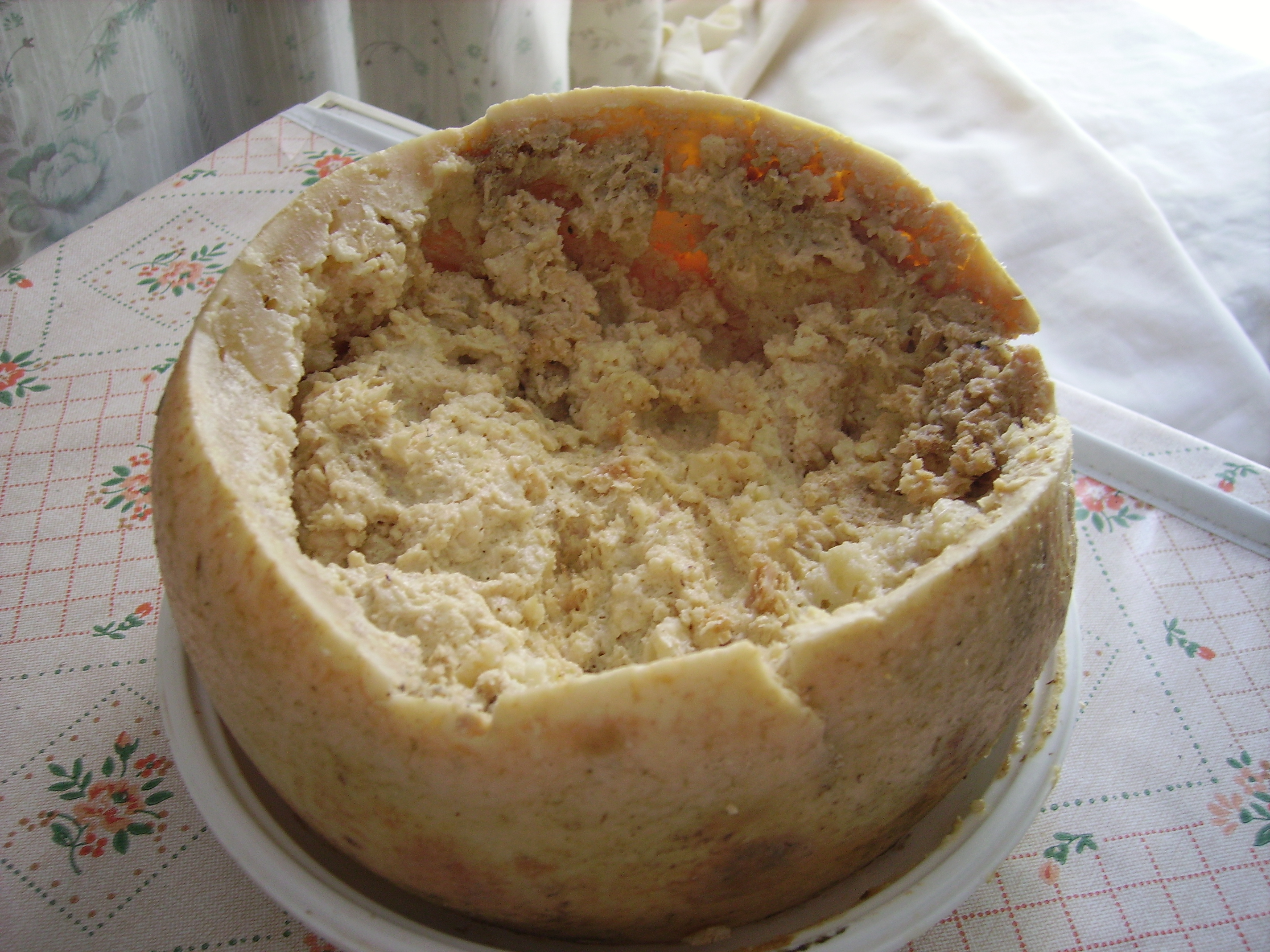
Fromage casu marzu avec ses larves.

#### Larves

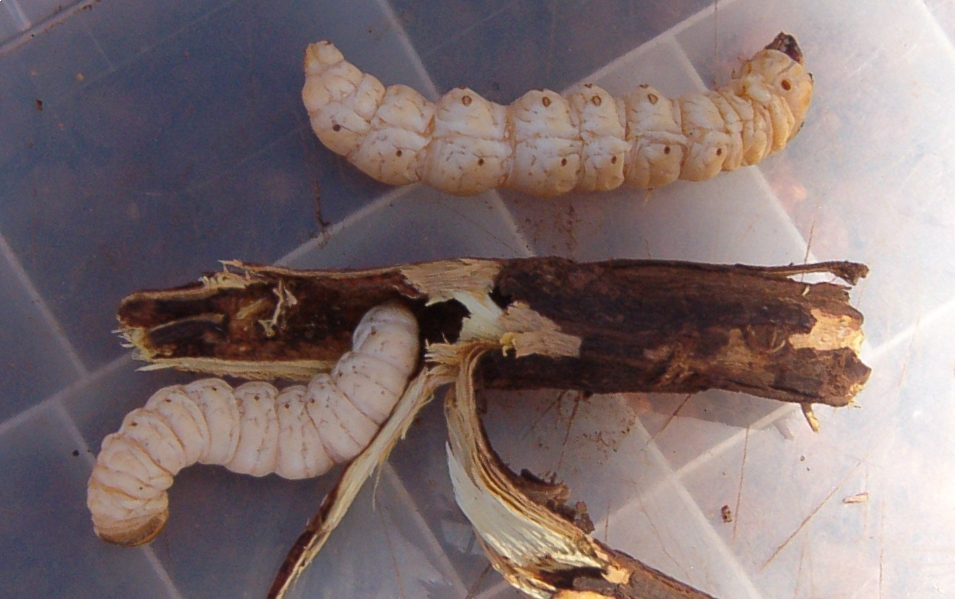
Witchetty grubs, chenilles consommées vivantes par les aborigènes d'Australie.

Le casu marzu est un fromage traditionnel sarde fait de lait de brebis qui contient des larves d'une espèce d'insectes, la mouche du fromage (Piophila casei).
Les larves de Witchetty, appelées witchetty grubs (chenilles d'Endoxyla leucomochla, espèce de papillon endémique d'Australie) constituent un mets de la cuisine aborigène d'Australie. Elles peuvent être consommées vivantes et crues, ou cuites.

### Souffrance animale

#### Vertébrés
« Globalement, les scientifiques s'accordent à dire que les mammifères, voire tous les vertébrés, peuvent ressentir la douleur. Mais... il y a débat. En 2013, une étude remettait par exemple en question le fait que les poissons puissent avoir mal »,.

#### Crustacés et coquillages
Plusieurs études dont celle publiée en 2013 dans la revue Journal of Experimental Biology montre que les crustacés, du moins les crabes, sont capables de ressentir de la douleur, mais d'autres comme celle du neuroéthologue Zen Faulkes ne partagent pas cet avis ; d'autres scientifiques encore restent partagés.

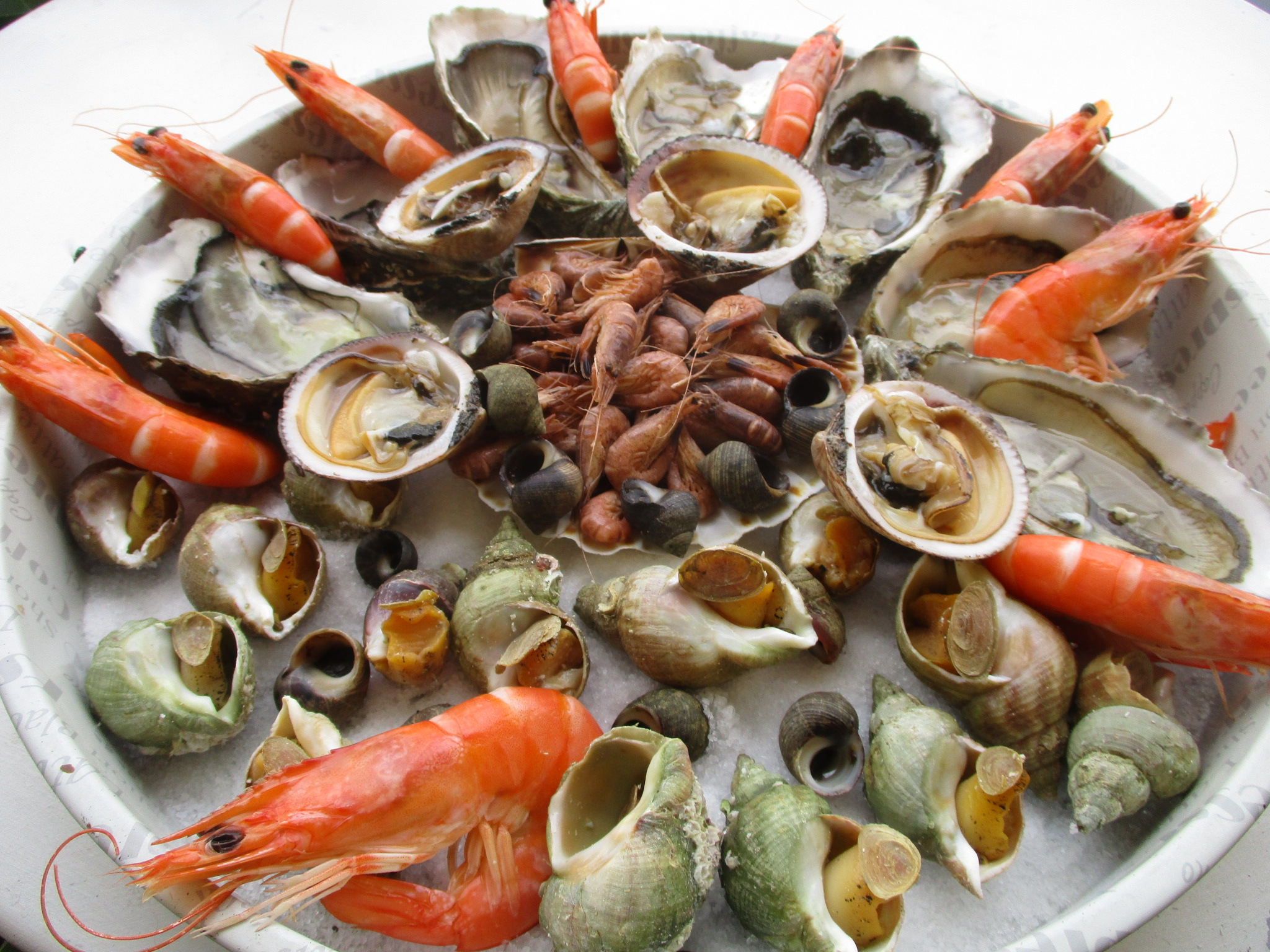
Plateau de fruits de mer dont plusieurs à déguster vivants.

En ce qui concerne les coquillages (huîtres, moules, palourdes, coques...) qui sont des bivalves, des mollusques n'ayant pas de système nerveux central ni de cerveau, ils possèdent un système nerveux mais constitué d'un réseau de nerfs et de paires de ganglions. Ainsi, il est peu « probable que ces coquillages ressentent de la douleur ou du moins, une douleur comparable à la nôtre ou à celle des vertébrés »,.
Le philosophe utilitariste australien Peter Singer, auteur de l'ouvrage de référence La Libération animale, a d'abord dans ce livre critiqué la consommation d'huître avant de revenir sur sa position plus tard : « Personne ne peut en toute certitude dire que ces animaux ressentent de la douleur, et personne ne peut dire en toute certitude qu'ils ne la ressentent pas »,.
Dans le doute, la plupart des végétariens et des végétaliens, ainsi que PETA (association américaine de défense des animaux) s'abstiennent de déguster des fruits de mer quels qu'ils soient.

## Interdits religieux

### Judaïsme
La Torah précise à plusieurs reprises la sollicitude et le respect que l'on doit marquer aux animaux durant leur vie jusqu'à leur mort. Selon le texte torahique, l'interdit de manger un membre d'un animal vivant (ever min ha'haï), pratique fréquente parmi les peuples environnants est une loi universelle. Dans le judaïsme, elle est la seule règle de cacherout qui concerne les Juifs (dans les 613 Commandements) et également les non-Juifs parmi les Lois noahides (qui en comptent sept) données à toute l'humanité et permettant l'accès au salut éternel. C'est l'une des lois de morale naturelle que le médecin talmudiste Moïse Maïmonide résume dans son Code du XIIe siècle :
« Il est interdit de faire souffrir un animal vivant ».
Ce principe de l'interdit dit batzahar bahalei khayyim signifie littéralement « tourment aux maîtres (propriétaires) de la vie », ce qui est généralement traduit par « compassion envers les animaux »,.
Le régime casher impose en outre la façon dont un animal licite doit être tué pour être propre à la consommation (notamment sans chairs étouffées, sans sang...), soit doit être respecté au moment de sa mise à mort selon une méthode de moindre souffrance,.

### Christianisme
La Bible, texte sacré des chrétiens, comprend l'Ancien Testament, corpus de textes incluant la Torah et donc les règles susmentionnées, et le Nouveau Testament, qui rejette tout interdit alimentaire. À ce titre, certaines des premières communautés chrétiennes ont appelé au respect total ou partiel des interdits alimentaires juifs, y compris ceux concernant la consommation d'animaux vivants. Certains courants minoritaires du christianisme continuent de les appliquer.

### Islam
Dans la religion musulmane, Il est interdit de consommer un animal vivant. La viande doit être « halal » c’est-à-dire qu’elle doit provenir d’un animal qui a été égorgé.

## Dans la culture populaire
- La chaîne YouTube Food for Louis montre des vidéos où Louis Cole est en train de manger des animaux vivants. Il y avale des criquets, un lézard, une tarentule, des écrevisses, des scorpions ou des poissons rouges.
- Dans l'émission télévisée Fear Factor (en), les candidats doivent manger des animaux vivants, comme des fourmis.